# Nati nel 1903/Settembre
| Questa pagina contiene informazioni ricavate automaticamente dalle voci biografiche con l'ausilio del template Bio e di un bot. L'aggiornamento è periodico e automatico e ricostruisce completamente la pagina. Se manca una persona in questa lista, sei pregato di non aggiungerla, ma accertati piuttosto che la sua voce biografica contenga il template Bio e che i dati anagrafici siano correttamente compilati. Se il template Bio manca, inseriscilo tu stesso o, in alternativa, metti l'avviso {{tmp\|Bio}} che ne segnala la mancanza. Se i dati riportati sono sbagliati, correggi direttamente la voce biografica; le modifiche saranno visibili in questa lista entro pochi giorni. Per chiarimenti vedi il progetto biografie. La lista contiene solo le 111 persone che sono citate nell'enciclopedia e per le quali è stato implementato correttamente il template Bio. Pagina aggiornata al 10 lug 2025. |

- 1º settembre - Dario Compiani, allenatore di calcio e calciatore italiano († 1962)
- 1º settembre - Julien Delbecque, ciclista su strada e pistard belga († 1977)
- 1º settembre - Ray Flaherty, allenatore di football americano e giocatore di football americano statunitense († 1994)
- 1º settembre - Dezső Ákos Hamza, giornalista, pittore e regista ungherese († 1993)
- 1º settembre - Florence Leona Christie Thompson, operaia statunitense († 1983)
- 2 settembre - Ingemar Düring, filologo classico e traduttore svedese († 1984)
- 2 settembre - Gustave Thibon, filosofo e scrittore francese († 2001)
- 3 settembre - Georges Flamant, attore francese († 1990)
- 3 settembre - André Godinat, ciclista su strada francese († 1979)
- 3 settembre - Rezső Huber, calciatore ungherese († 1952)
- 4 settembre - Anselmo Bersano, musicista italiano († 1998)
- 4 settembre - Bennie Bonacio, clarinettista, sassofonista e compositore italiano († 1974)
- 4 settembre - Silvio Milazzo, politico italiano († 1982)
- 5 settembre - Gloria Holden, attrice statunitense († 1991)
- 5 settembre - Béla Szepes, giavellottista, fondista e combinatista nordico ungherese († 1986)
- 6 settembre - William Ross Ashby, psichiatra britannico († 1972)
- 7 settembre - Gutierrez Michele Spadafora, politico italiano († 1987)
- 7 settembre - Margaret Landon, scrittrice statunitense († 1993)
- 7 settembre - Dario Pratoverde, calciatore italiano († 1930)
- 8 settembre - Mario Parodi, calciatore italiano († 1981)
- 8 settembre - Marthe Louise Vogt, neuroscienziata tedesca († 2003)
- 9 settembre - Giorgio Masè, calciatore italiano († 1981)
- 9 settembre - Phyllis A. Whitney, scrittrice statunitense († 2008)
- 10 settembre - Cyril Connolly, critico letterario e scrittore britannico († 1974)
- 10 settembre - Libero de Libero, poeta e critico d'arte italiano († 1981)
- 10 settembre - Uichirō Hatta, calciatore giapponese († 1989)
- 10 settembre - Eric Svensson, triplista e lunghista svedese († 1986)
- 10 settembre - Georges De Rham, matematico e alpinista svizzero († 1990)
- 11 settembre - Frano Alfirević, poeta jugoslavo († 1956)
- 11 settembre - Ivan Alimarin, chimico sovietico († 1989)
- 11 settembre - Jean Aurenche, sceneggiatore francese († 1992)
- 11 settembre - Roger K. Furse, costumista e scenografo britannico († 1972)
- 11 settembre - Francesco Vida, scialpinista, sciatore di pattuglia militare e dirigente sportivo italiano († 1985)
- 11 settembre - Theodor W. Adorno, filosofo, sociologo e musicologo tedesco († 1969)
- 12 settembre - Vittorio Albasini Scrosati, antifascista e politico italiano († 1991)
- 12 settembre - Paolo Garretto, pittore, disegnatore e grafico italiano († 1989)
- 13 settembre - Gennaro Cassiani, politico, avvocato e saggista italiano († 1978)
- 13 settembre - Claudette Colbert, attrice francese († 1996)
- 13 settembre - Leopoldo Rubinacci, politico, avvocato e sindacalista italiano († 1969)
- 13 settembre - Branimir Ćosić, scrittore serbo († 1934)
- 14 settembre - Carlo Ballerini, calciatore italiano († 1972)
- 14 settembre - Imre Rokken, calciatore ungherese († 1925)
- 15 settembre - Roy Acuff, cantante statunitense († 1992)
- 15 settembre - Vittorio Bardini, politico e partigiano italiano († 1985)
- 15 settembre - Yisrael Kristal, supercentenario polacco († 2017)
- 15 settembre - Mario Migliorini, partigiano italiano († 1945)
- 15 settembre - Pia Tassinari, soprano e mezzosoprano italiano († 1995)
- 16 settembre - Gwen Bristow, attrice, sceneggiatrice e giornalista statunitense († 1980)
- 16 settembre - Russell Harlan, direttore della fotografia statunitense († 1974)
- 16 settembre - Joe Venuti, violinista statunitense († 1978)
- 16 settembre - Karl Zerbe, pittore tedesco († 1972)
- 17 settembre - Dolores Costello, attrice statunitense († 1979)
- 17 settembre - George Koltanowski, scacchista belga († 2000)
- 17 settembre - Karel Miljon, pugile olandese († 1984)
- 17 settembre - Frank O'Connor, scrittore irlandese († 1966)
- 18 settembre - Sybil Bauer, nuotatrice statunitense († 1927)
- 18 settembre - Georges Berthet, sciatore di pattuglia militare francese († 1979)
- 18 settembre - Vilém König, calciatore cecoslovacco († 1973)
- 18 settembre - Guglielmo Marconi, partigiano italiano († 1968)
- 18 settembre - Chet Newton, lottatore statunitense († 1966)
- 18 settembre - Paul Seltenhammer, costumista e scenografo austriaco († 1987)
- 19 settembre - Alwin-Broder Albrecht, militare tedesco († 1945)
- 19 settembre - Vladimirs Svistuņenko, calciatore lettone († 1982)
- 20 settembre - Gertrud Arndt, fotografa e designer tedesca († 2000)
- 20 settembre - Natallja Arsenneva, poetessa, traduttrice e drammaturga bielorussa († 1997)
- 20 settembre - Joseph Breitbach, scrittore tedesco († 1980)
- 20 settembre - Alexandre Deulofeu, politico e filosofo spagnolo († 1978)
- 20 settembre - Pietro Gerace, calciatore italiano († 1973)
- 20 settembre - Willy Schärer, mezzofondista svizzero († 1982)
- 21 settembre - Vera Gobbi Belcredi, pianista italiana († 1999)
- 21 settembre - Alois Mourek, calciatore cecoslovacco († 1988)
- 21 settembre - Luigi Saraceni, dirigente sportivo e calciatore italiano († 1972)
- 21 settembre - Harold E. Stine, direttore della fotografia statunitense († 1977)
- 21 settembre - Preston Tucker, ingegnere e imprenditore statunitense († 1956)
- 22 settembre - Andrej Andreevič Markov, matematico sovietico († 1979)
- 22 settembre - Émile Poilvé, lottatore francese († 1962)
- 23 settembre - Silvano Brengola, militare e marinaio italiano († 1991)
- 23 settembre - Brancaleone Cugusi, pittore italiano († 1942)
- 23 settembre - Gitanillo de Triana, torero spagnolo († 1931)
- 23 settembre - Tony Leach, calciatore inglese († 1970)
- 23 settembre - José Miracca, calciatore paraguaiano
- 23 settembre - Bayes Norton, velocista statunitense († 1967)
- 23 settembre - Lala Sjöqvist, tuffatrice svedese († 1964)
- 23 settembre - Alan Villiers, navigatore, scrittore e fotografo australiano († 1982)
- 24 settembre - Bruno Montelatici, calciatore italiano († 1947)
- 25 settembre - Ignazio Fiore, scacchista italiano († 1954)
- 25 settembre - Terenzio Gargiulo, musicista e compositore italiano († 1972)
- 25 settembre - Abu l-A'la Maududi, teologo, politico e filosofo pakistano († 1979)
- 25 settembre - Mark Rothko, pittore statunitense († 1970)
- 26 settembre - Domenico Greppi, calciatore italiano († 1975)
- 26 settembre - František Kůrka, pallanuotista cecoslovacco († 1952)
- 26 settembre - Gerhard Nebel, scrittore, filologo classico e saggista tedesco († 1974)
- 26 settembre - Antonio Piatesi, compositore di scacchi italiano († 1986)
- 26 settembre - José María Puig, pallanuotista spagnolo († 1980)
- 27 settembre - Alison Frantz, fotografa e storica dell'arte statunitense († 1995)
- 27 settembre - Franz Kraus, militare tedesco († 1948)
- 27 settembre - Alessandro Pavolini, politico e giornalista italiano († 1945)
- 27 settembre - Israel Schiffmann, compositore di scacchi russo († 1930)
- 27 settembre - Luigi Ziroli, calciatore italiano († 1968)
- 28 settembre - Francesco Pretti, marciatore e dirigente sportivo italiano († 1988)
- 29 settembre - Charles Baring, I barone Howick, diplomatico inglese († 1973)
- 29 settembre - John Heysham Gibbon, chirurgo statunitense († 1973)
- 29 settembre - Dragan Jovanović, calciatore jugoslavo († 1936)
- 29 settembre - Otto von Porat, pugile norvegese († 1982)
- 29 settembre - Diana Vreeland, giornalista statunitense († 1989)
- 29 settembre - Ted de Corsia, attore statunitense († 1973)
- 30 settembre - Ettore Campogalliani, compositore e pianista italiano († 1992)
- 30 settembre - Sidney Farber, patologo statunitense († 1973)
- 30 settembre - Bruno Mondi, direttore della fotografia tedesco († 1991)
- 30 settembre - Alice Orlowski, militare e criminale di guerra tedesca († 1976)
- 30 settembre - Carlo Enrico Rava, architetto italiano († 1986)